# Nel cor più non mi sento
Nel cor più non mi sento est l'un des thèmes de l'opéra La Molinara composé en 1802 par le compositeur italien Paisiello.
Ce thème fut immortalisé par Beethoven qui composa six variations dessus la même année. Cette œuvre ne fut jamais publiée, d'où son classement WoO 70. Ce thème est grâce à ça, un des plus connus de Paisiello.
Plus tard, en automne 1820, Paganini l'intégra dans le 16e Ghiribizzo de son recueil 43 Ghiribizzi pour guitare, puis en 1821, il composa également 7 variations pour violon sur ce thème. Elles furent publiées en 1829.
Le contrebassiste virtuose, compositeur et chef d'orchestre Giovanni Bottesini a également composé des variations autour de ce thème (Nel cor più non mi sento' -Tema con Variazioni - Op.23). La partition a d'abord été éditée chez Caimmi et publiée par Ricordi en 1926.

## Paroles
| Rachelina: Nel cor più non mi sento Brillar la gioventù. Cagion del mio tormento, Amor, ci hai colpa tu. Mi stuzzichi, mi mastichi, mi pungichi, mi pizzichi; Che cosa è questo ahimè? Pietà, pietà, pietà! Amore è un certo che, Che disperar mi fa! Collandro: Ti sento, si ti sento, bel fior di gioventù. Cagion del mio tormento, Anima mia sei tu. Mi stuzzichi, mi mastichi, mi pungichi, mi pizzichi; Che cosa è questo ahimè? Pietà, pietà, pietà! Quel viso è un certo che, che delirar mi fa. Il Notaro (Pistofolo): Bandiera d'ogni vento, Conosco che sei tu Da uno sino a cento Burli la gioventù. Tu stuzzichi, tu pizzichi, Tu pungichi, tu mastichi ; Che ognuno strilla : oime! pieta pieta pieta la donna e un certo che, che abbrustolir mi fa. | Dans mon cœur, je ne ressens plus L'éclat de la jeunesse. La cause de mon tourment L'amour est le coupable. Tu me taquines, tu me mords. Tu me piques, tu me pinces. Quelle est cette chose, hélas! Pitié! Pitié! Pitié! L'amour est de ce qui, Qui me désespère. Je vous entends, oui, je t'entends, Belle fleur de jeunesse. La cause de mon tourment Mon âme, c'est toi. Tu me taquines, tu me mords. Tu me piques, tu me pinces. Quelle est cette chose, hélas! Pitié! Pitié! Pitié! Ce visage est de ce qui, Qui me fait délirer. Drapeau de tous les vents Je sais que c'est toi: Cent fois plutôt qu'une, Tu joues la jeunesse. Tu taquines, tu pinces, Tu piques, tu mords. Que tout le monde pleure: hélas! Pitié! Pitié! Pitié! La femme est de ce qui, Qui me fait griller. |

## Analyse
L'aria, ou plutôt l'arietta, est très courte, 20 mesures; elle est précédée d'un prélude court et suivie d'un postlude. Une interprétation typique dure environ une minute vingt. Elle est écrite avec la signature rythmique 6/8 et la tonalité est fa majeur. Le registre vocal couvre une octave plus une tierce mineure, de ré4 à fa5.
Pour les représentations en concert, l'aria est souvent jouée avec un da capo complet pour que l'interprète puisse ajouter des ornements et autres embellissements pendant la répétition.

## Partitions
- « La Molinara » (partition libre de droits), sur l'IMSLP.
- « 6 variations sur "Nel cor più non mi sento" de Beethoven » (partition libre de droits), sur l'IMSLP.
- « 7 variations sur "Nel cor più non mi sento" de Paganini » (partition libre de droits), sur l'IMSLP.

## Interprétations
- Thème original de "La Molinara"
- Les 6 variations de Beethoven par Wilhelm Kempff
- Les 7 variations de Paganini par Valery Oistrach
- Les 6 variations de Beethoven par le jeune Elisey Mysin